# لولبية أسطوانية البذور
لولبية أسطوانية البذور (الاسم العلمي:Spirogyra cylindrosperma) هي نوع من طحالب خضراء تتبع جنس اللولبية من الفصيلة الزيغنيمية.